# Шамбер
Шамбер (фр. Chambeire) насеље је и општина у источном делу централне Француске у региону Бургоња, у департману Златна обала која припада префектури Дижон.
По подацима из 2011. године у општини је живело 338 становника, а густина насељености је износила 54,43 становника/km². Општина се простире на површини од 6,21 km². Налази се на средњој надморској висини од 207 метара (максималној 237 m, а минималној 196 m).

## Демографија
| 1962. | 1968. | 1975. | 1982. | 1990. | 1999. | 2011. |
| ----- | ----- | ----- | ----- | ----- | ----- | ----- |
| 139   | 143   | 134   | 205   | 225   | 233   | 338   |

График промене броја становника у току последњих година